# Torkel Baden (kunsthistoriker)
 For alternative betydninger, se Torkel Baden. (Se også artikler, som begynder med Torkel Baden)
Torkil Baden (27. juli 1765 i Hillerød – 9. februar 1849) var en dansk filolog og kunsthistoriker, bror til Gustav Ludvig Baden.
Efter at han 1781 var dimitteret fra Helsingørs Skole, hvor faderen havde været rektor, tog han 1783 filologisk og 1786
theologisk Embedsexamen. Ved Hjælp af Familielegater
var han udenlands 1788-91 og opholdt sig mest
i Gøttingen, hvor han 1789 tog den filosofiske
Doktorgrad, medens han tilbragte den sidste Del af
Rejsen i Wien og Italien. Allerede paa Rejsen synes
han ved Siden af Filologien at have interesseret
sig varmt for Kunst, thi efter Hjemkomsten begyndte
han med at holde private Forelæsninger for nogle
Adelsmænd over Kunsthistorien. I 1793 blev han
extraordinær Professor i Filologi uden Lønning ved
Kjøbenhavns Universitet og tillige Æresmedlem af
Kunstakademiet. Aaret efter kaldtes han til Kiel
som Professor philosophiæ et eloqventiæ, i hvilken
Stilling han forblev, til han i Jan. 1804 tog sin
Afsked, da han var forlovet og haabede lettere at
kunne blive Professor i København, naar han var nærværende. Ved Faderens
Død blev Thorlacius ham foretrukken, men da han
havde Udsigt til det store Præstekald i Glostrup,
giftede han sig i Maj med Pauline Sofie Olrik fra
Helsingør. Imidlertid døde Miniaturmaler Høyer
2. Juni, og B. mente nu at have fundet en Stilling,
som stemmede bedre med hans Tilbøjelighed, ved at
blive Sekretær ved Kunstakademiet og Slotsforvalter
ved Charlottenborg, hvortil han udnævntes 13. Juli
s. A. Her levede han nu sysselsat med litterære
Arbejder i kunsthistorisk og filologisk Retning og
til Dels med litterære Fejder, thi han synes ligesom
Broderen at have været en stridbar Natur. Han vedblev
at leve i Kjøbenhavn til sin død, efter
at han 17. Maj 1840 havde mistet sin Hustru.
Hans kunsthistoriske Arbejder have ikke overlevet
ham; det skulde snarest være «Briefe über die Kunst
von und an C. L. v. Hagedorn» (Lpz. 1797). Ellers
mindes han kun for den Ilterhed, hvormed han deltog i
Striden om den nordiske Mythologis Ubrugbarhed for
de skjønne Kunster, en Strid, hvorom se Weilbach,
C. V. Eckersbergs Levned, 1872. Hans udførligste
Skrift, «Et kort Begreb af det græske Maleris Historie
for Kunstnere» (1825), som viser megen Belæsthed,
har vist aldrig været synderlig i Brug.
Af Torkil Badens Arbejder i klassisk Filologi
staa enkelte i Forbindelse med hans kunsthistoriske
Studier, som Afhandlingen «De arte ac judicio
Flavii Philostrati» (1792), Indledningsskrift til en
(paatænkt) Forelæsning over den antike Malerkunst
paa Grundlag af Plinius’ 35. Bog, et ret interessant
Arbejde; andre ere mere rent filologiske. Med særlig
Forkjærlighed havde han drevet Studier over den
romerske Tragedie; hans gøttingske Doktordisputats
handlede «de causis neglectæ a Romanis tragoediæ»
(1789), og efter en Specialudgave af «Hercules furens»
(Kiel 1798) fulgte hans Udgave af «L. Annæi Senecæ
Tragoediæ» (Lpz. 1819-21). Trods hans omfattende
Forberedelser dertil («veteres in utraqve lingva
Scriptores perlegi tantum non omnes») er Resultatet
dog blevet temmelig magert; Udgaven skal væsentlig
være kritisk, men Kritikken er rigtignok, hvad
enten der ses paa dens Methode eller dens fleste
Resultater, ganske utilfredsstillende. Overhovedet
laa Konjekturalkritik ikke ret for ham, og de kritiske
Bidrag til forskjellige Forfattere, som han fremsatte
i flere tyske og danske
Tidsskrifter (s. Erslew, Forf. Lex.), ere for det
meste værdiløse. Han var da heller ikke i Stand
til at fatte eller vurdere Madvigs og forskjellige
af hans Disciples Arbejder paa dette Omraade,
og navnlig mod Madvig rettede han Angreb, som fra
Realitetens Side i Reglen vare saare lidet begrundede
eller rent grundløse, og som i Formen efterhaanden
bleve ganske usømmelige (saaledes allerede i hans
Tidsskrift «Prøvestenen», 1831, men allerværst i
«Kritiske Undersøgelser», 1845). Hans ubetimelige
Gjenudgivelse af Oldefaderens «Roma Danica» 1835 (med
Udvidelse af dens forskjellige Kapitler og et senere
Tillæg dertil fra 1837) bragte ham i en uhyggelig
Fejde med Elberling og F. P. J. Dahl, som blev til
Skade baade for hans eget og Oldefaderens Ry. Mere
Fortjeneste indlagde han sig ved en 2. Udgave af
sin Faders «Latinsk-danske Lexikon» (1815), som han
forbedrede baade ved der i at indføre den alfabetiske
Ordning i Steden for den etymologiske (til Gjengjæld
forsømte han rigtignok fuldstændig Etymologien)
og tillige ved Forøgelse af Stoffet og Fjærnelse
af mange Fejl; ogsaa var hans nye Bearbejdelse
af den dansk-latinske Del (1831) en Forbedring.